# 미즈노 다다토
미즈노 다다토(일본어: 水野忠任, 1734년 ~ 1812년)는 에도 시대 중기의 다이묘이다. 미카와 오카자키번 제7대 번주, 히젠 가라쓰번 초대 번주를 지냈다. 다다모토 계 미즈노가 제8대 당주.
| 전임 미즈노 다다토키 | 제7대 오카자키번 번주 (미즈노가) 1752년 ~ 1762년 | 후임 마쓰다이라 야스요시 |

| 전임 도이 도시사토 | 제1대 가라쓰번 번주 (미즈노가) 1762년 ~ 1775년 | 후임 미즈노 다다카네 |